# Carrie Symonds
Pour les articles homonymes, voir Symonds et Johnson.
Caroline Symonds, dite Carrie Symonds ou Carrie Johnson, née le 17 mars 1988, est l'épouse de l'ancien Premier ministre du Royaume-Uni, Boris Johnson. Elle est également conseillère principale auprès de l'association caritative Oceana pour la conservation des océans et a été responsable des communications pour le siège du Parti conservateur.

## Enfance et formation
Caroline Louise Beavan Symonds naît le 17 mars 1988 de Matthew Symonds, cofondateur du journal The Independent, et de Josephine McAffee, avocate travaillant pour le journal. Son grand-père paternel est John Beavan, baron Ardwick, député européen du Parti travailliste dans les années 1970 et rédacteur en chef d'un journal, et sa grand-mère paternelle est Anne Symonds, journaliste à la BBC World Service,.
Carrie Symonds grandit dans le sud-ouest de Londres et, entre 1999 et 2006, fréquente Godolphin and Latymer School, une école privée pour filles. Elle poursuit ses études à l'université de Warwick, où elle étudie l'histoire de l'art et le théâtre et obtient son diplôme en 2009.

## Affaire John Worboys
En 2007, âgée alors de 19 ans, Carrie Symonds est reconduite chez elle à la sortie d'une boîte de nuit de King's Road par le chauffeur de taxi John Worboys. Ce dernier est reconnu en 2009 coupable de plusieurs agressions sexuelles sur ses clientes. Carrie Symonds s'est ensuite souvenue que John Worboys lui avait offert du champagne et de la vodka et, qu'après son retour à la maison, elle « a vomi et ri hystériquement avant de s'évanouir jusqu'à 15 heures le lendemain ». Carrie Symonds est l'une des quatorze femmes à avoir témoigné contre John Worboys lors de son procès. Elle a ensuite déclaré au Telegraph qu'il était « un homme triste et méchant, et il constitue un danger pour la société. Je me sens tellement en colère qu'il ait plaidé non coupable et qu'il nous a fait subir la douleur de témoigner devant le tribunal ».

## Carrière professionnelle
En 2009, Carrie Symonds rejoint le Parti conservateur en tant qu'attachée de presse. Elle travaille au siège de campagne du parti, et fait campagne plus tard pour Boris Johnson au sein de la sélection 2010 du maire conservateur de Londres. Elle travaille également pour les députés conservateurs Sajid Javid (en tant que conseillère spéciale pour les médias) et John Whittingdale.
Carrie Symonds devient responsable de la communication du Parti conservateur en 2018, mais quitte ce poste plus tard cette même année et accepte un poste de relations publiques pour le projet Oceana,.

## Épouse de Boris Johnson
En juillet 2019, Boris Johnson devient Premier ministre et emménage officiellement avec Carrie Symonds au 10 Downing Street,. Le mois suivant, elle n'est pas autorisée à pénétrer aux États-Unis car sa demande de visa a été rejetée en raison d'une visite précédente au Somaliland, que les États-Unis considèrent comme faisant partie de la Somalie, dont l'immigration est soumise à restriction. Le 16 août 2019, elle fait sa première apparition publique depuis son entrée au 10 Downing Street, et aborde ce qu'elle appelle alors la « gigantesque » crise climatique,. Elle n'est cependant présentée comme la compagne officielle du chef du gouvernement qu'à partir du 29 février 2020, lorsque leurs fiançailles sont annoncées.
Elle épouse Boris Johnson discrètement le 29 mai 2021 en la cathédrale catholique de Westminster.
Ils ont trois enfants : deux fils, Wilfred Lawrie Nicholas Johnson, né le 29 avril 2020 et Frank Alfred Odysseus Johnson, né le 5 juillet 2023, et une fille, Romy Iris Charlotte Johnson, née le 9 décembre 2021.
Elle se trouve mêlée à plusieurs scandales sous le gouvernement de Boris Johnson, comme le « Partygate ». De nombreux dirigeants conservateurs lui prêtent une influence néfaste sur son époux. Lord Michael Ashcroft, ex-chef adjoint des tories, publie un livre à charge à son sujet dans lequel il estime que « le comportement de Carrie Johnson empêche le Premier ministre de diriger le Royaume-Uni aussi efficacement que ses électeurs le méritent » et l'accuse de « vouloir tout contrôler », y compris les nominations aux postes-clés du gouvernement.